# Yasuyuri Kihara
Pour les articles homonymes, voir Kihara.
Yasuyuri Kihara (木原 康行, Kihara Yasuyuri), né le 14 juin 1932 à Nayoro et mort le 24 avril 2011, est un peintre et graveur japonais abstrait du XXe siècle.

## Biographie
Yasuyuri Kihara naît à Nayoro, sur l'île d'Hokkaidō, le 14 juin 1932,,.
Yasuyuri Kihara vit et travaille à Paris à partir de 1970 environ. Hors les expositions collectives, il montre ses œuvres dans des expositions individuelles dans de nombreuses villes du Japon et à l'étranger :
- Tokyo en 1980, 1984, 1988, 1990.
- Osaka en 1980, 1984, 1988.
- Nagoya en 1980, 1984, 1988.
- Paris (Galerie Médicis) en 1978.
- Paris (Galerie Jean-Claude Riedel) en 1986, 1991, 1993, 1995, 1997.

Il approche la gravure à Paris, dans l'Atelier 17 de Stanley William Hayter.
Yasuyuri Kihara meurt le 24 avril 2011 dans le cinquième arrondissement de Paris.

## Œuvre
Représentant des motifs abstraits, d'un dessin complexe et méticuleusement précis, ses gravures sont avant tout techniques, ainsi que décoratives et répétitives. On retrouve cette même recherche de la perfection technique dans ses peintures, diagrammes mystérieux tracés en lignes noires, essentiellement régis par cinq couleurs, jaune, vert, rouge, bleu, violet, qui associent rigueur géométrique et formes ondoyantes, dans lesquelles on peut vouloir identifier des objets, comme, en 1997, des vêtements japonais.

## Conservation
- Paris :
  - Bibliothèque nationale de France, département des Estampes et de la photographie :
    - Métamorphose 4, daté 1977, pour l'album La Mort et la Métamorphose.

  - Institut national d'histoire de l'art, bibliothèque : 11 estampes, datées de 1978 à 2009, et deux plaques gravées.